# Чегань
Чегань, Чегані (рум. Cegani) — село у повіті Яломіца в Румунії. Входить до складу комуни Бордушань.
Село розташоване на відстані 143 км на схід від Бухареста, 43 км на схід від Слобозії, 66 км на північний захід від Констанци, 107 км на південь від Галаца.

## Населення
За даними перепису населення 2002 року у селі проживали 1475 осіб, з них 1472 особи (99,8%) румунів. Усі жителі села рідною мовою назвали румунську.